# Erich Hoffmann (Staatssekretär)
Bernhard Moritz Erich Hoffmann (* 6. Dezember 1871 in Guben; † 30. März 1945 in Mückenburg, Landkreis Friedeberg (Neumark)) war ein deutscher Jurist, Verwaltungsbeamter und Politiker.

## Leben und Beruf
Hoffmann war ein Sohn des aus Neuruppin stammenden Gymnasialprofessors Max Hoffmann (1844–1910) und dessen aus Greifswald stammender Ehefrau Luise (1849–1902), geborene Bender. Der Physiker Gerhard Hoffmann war sein jüngerer Bruder. Er wuchs ab 1880 in Lübeck auf, besuchte das Katharineum zu Lübeck bis zum Abitur Ostern 1890. Er nahm ein Studium der Rechtswissenschaft auf, das er 1893 mit dem ersten und 1899 mit dem zweiten juristischen Staatsexamen sowie mit der Promotion zum Dr. jur. beendete. Anschließend trat er in den preußischen Staatsdienst ein. Er war zunächst als Hilfsarbeiter beim Landrat des Kreises Neustettin tätig, wechselte 1902 zur Regierung nach Düsseldorf und wurde 1907 zum Regierungsrat ernannt. Von 1914 bis 1918 nahm er als Soldat am Ersten Weltkrieg teil. 1918 war er Geheimer Regierungsrat und Stellvertreter des Regierungspräsidenten Francis Kruse, dessen Biographie er 1937 veröffentlichte.
Nach der Novemberrevolution wurde Hoffmann als Vortragender Rat ins preußische Handelsministerium berufen. Von 1922 bis zu seiner Ernennung zum Staatssekretär 1926 wirkte er als Ministerialdirektor im Reichsministerium für Ernährung und Landwirtschaft. Als Leiter der Abteilung II war er für landwirtschaftliches Kreditwesen, Agrarpolitik und die Wirtschaftspolitik gegenüber dem Ausland verantwortlich. 1929 trat er in den Ruhestand. Im Ruhestand war er Präsident des Deutschen Seeefischerei-Vereins.
Während des Kirchenkampfs gehörte Hoffmann dem Berliner Bruderrat der Bekennenden Kirche an. Im Prozess gegen Martin Niemöller 1937 trat er als Zeuge der Verteidigung auf und sagte am 18. August 1937 aus, er habe „niemals von ihm eine Kritik an der Arier-Gesetzgebung bemerkt“.
Seit 1906 war er verheiratet mit (Sophie Luise Wilhelmine) Lucie, geb. Scheffer.
Hoffmann lebte während des Zweiten Weltkrieges auf dem Gut Mückenburg in der Neumark. Nach 1945 war sein Schicksal zunächst unklar; erst im Oktober 1953 wurde eine Sterbeurkunde in Berlin ausgestellt. Danach wurde er in Mückenburg Ende März 1945, kurz vor Ende des Krieges, „angeblich von sowjetischen Soldaten erschossen“.

## Auszeichnungen
- Roter Adlerorden, 4. Klasse[9]
- Eisernes Kreuz, 2. Klasse
- Landwehrdienstauszeichnung, I. Klasse

## Werke
- Dr. Francis Kruse , Königlich Preußischer Regierungspräsident. Ein Lebensbild. Leipzig: Poeschel 1937